# Sundance Beach
Sundance Beach est un village d'été (summer village) du Comté de Leduc, situé dans la province canadienne d'Alberta.

## Démographie
En tant que localité désignée dans le recensement de 2011, Sundance Beach a une population de 82 habitants dans 35 de ses 128 logements, soit une variation de -19,6 % avec la population de 2006. Avec une superficie de 0,417 9 km2, village d'été possède une densité de population de 196,219 2 hab/km2 en 2011.
Concernant le recensement de 2006, Sundance Beach abritait 102 habitants dans 43 de ses 124 logements. Avec une superficie de 0,417 9 km2, village d'été possédait une densité de population de 244,1 hab/km2 en 2006.
| 2001 | 2006 | 2011 | 2016 |
| ---- | ---- | ---- | ---- |
| 37   | 102  | 82   | 73   |